# Alfonsas Rudzinskas
Alfonsas Rudzinskas es un deportista soviético que compitió en piragüismo en la modalidad de aguas tranquilas. Ganó una medalla en el Campeonato Mundial de Piragüismo de 1958 y dos medallas en el Campeonato Europeo de Piragüismo de 1957.

## Palmarés internacional
| Campeonato Mundial | Campeonato Mundial     | Campeonato Mundial | Campeonato Mundial |
| Año                | Lugar                  | Medalla            | Evento             |
| ------------------ | ---------------------- | ------------------ | ------------------ |
| 1958               | Praga (Checoslovaquia) | Medalla de bronce  | K4 10 000 m        |
| Campeonato Europeo |                        |                    |                    |
| Año                | Lugar                  | Medalla            | Evento             |
| 1957               | Gante (Bélgica)        | Medalla de oro     | K4 1000 m          |
| 1957               | Gante (Bélgica)        | Medalla de plata   | K4 10 000 m        |